# Rondeletia glomerulata
Rondeletia glomerulata là một loài thực vật có hoa trong họ Thiến thảo. Loài này được (Lam. ex Poir.) Spreng. miêu tả khoa học đầu tiên năm 1824.